# Korseberget
Korseberget är en liten ort i Harestads socken i Kungälvs kommun. Orten är belägen vid norra stranden av Nordre älv nära dess utlopp i havet och ligger cirka 13 km sydväst om Kungälv. 
Möjligen är denna plats identisk med det Horsaberg där Magnus Ladulås den 26 juni 1274 förde fredsförhandlingar med sin broder Valdemar.